# Rio Beaver (tributário do Rio Columbia)
O Rio Beaver, também conhecido como Beavermouth Creek ou Beaver Creek, é um afluente do rio Columbia na Colúmbia Britânica, Canadá, juntando-se a esse rio na Trincheira das Montanhas Rochosas a noroeste da cidade de Golden. Entra na Colômbia através do lago Kinbasket .
O rio Beaver é a saída oriental do Rogers Pass e seu vale é a rota da Trans-Canada Highway e da Canadian Pacific Railway naquele lado da passagem, e está localizado no Glacier National Park. Seus alcances mais baixos são oficialmente chamados de Beaver Canyon. A passagem entre o rio Beaver e o rio Duncan forma a linha divisória entre os Selkirks e as montanhas Purcell.